# Tractat de Gisors (1189)
El tractat de Gisors de 1189, fou un tractat signat a Gisors el juliol de 1189 pel qual el comtat d'Alvèrnia esdevenia vassall del rei de França.